# Medalla pel rescat dels caiguts
La Medalla pel Rescat d'un Caigut (Rus:Медаль "За спасение утопающих") és una condecoració de la Unió Soviètica, instituïda per Nikita Khrusxov el 16 de febrer de 1957, i atorgada a tots aquells treballadors del servei de socors i ciutadans de l'URSS, així com a aquells que no siguin ciutadans de l'URSS, per la valentia i l'abnegació al rescatar gent de l'aigua; així com per l'alta vigilància i l'enginy com a resultat dels quals es redueixen els accidents a l'aigua, i també per l'organització exemplar del servei de socors a l'aigua.
Juntament amb la medalla s'atorga un certificat acreditatiu.
Penja a l'esquerra del pit i se situa després de la Medalla per la valentia durant un incendi.

## Història
Instituïda pel Decret de la Presidència del Soviet Suprem de l'URSS del 16 de febrer de 1957 (Gaceta del Soviet Suprem de l'URSS nº5). Mitjançant decret de 18 de juliol de 1980 es modificà la posició de la medalla.
La seva concessió es realitza en nom de la Presidència del Soviet Suprem de l'URSS mitjançant les presidències dels Consells Superiors i les Repúbliques Autònomes, els comitès executius territorials, regionals, així com els consells ciutadans de Moscou, Leningrad i Kíev.
Les recomanacions per la medalla eren realitzades per l'administració de les empreses, institucions, granges col·lectives, comitès dels soviets locals, per les associacions locals del PCUS, per la Lliga de Joves Comunistes i els sindicats, així per les comandàncies militars, en cas que els rescatadors fossin militars en servei.
El Capità de 1a M.P. Kotuhov la rebé en 4 ocasions, pel total de 150 vides salvades.
El sr. Anatoly Avengirovich Kovjazin, de Sajalin la rebé en 3 ocasions (1980, 1981 i 1985), així com el sr. Nikolay Mihajlovich Skrjabnev, d'Odessa (15/7/1980, 20/3/1984 i 8/9/1989)
El sr. Karapetian, campió mundial en diverses vegades de natació subaquàtica, la guanyà després de rescatar amb vida als 20 passatgers d'un autobús que caigué accidentalment a un llac artificial a Yerevan, Armenia.
Va ser atorgada en més de 27.000 ocasions.
Després de la dissolució de la Unió Soviètica, la medalla continuà a Rússia. L'única diferència és que al revers apareix la inscripció "Rússia" en lloc de "URSS"

## Disseny
Una medalla de 32mm de diàmetre. A l'anvers apareix la figura d'un nedador remolcant un ofegat a l'aigua. A la part superior de la circumferència apareix la inscripció ЗА СПАСЕНИЕ (Pel Salvament) i a la part inferior УТОПАЮЩИХ (D'un Caigut)
Al revers apareix al mig una branca de llorer, amb la falç i el martell a sobre i la inscripció CCCP a sota.
Penja d'un galó pentagonal blau cel. Als costats hi ha 3 franges blanques, i al mig n'hi ha una altra.